# Париж, когда там жара
«Париж, когда там жара» (англ. Paris When It Sizzles) — романтическая комедия, снятая режиссёром Ричардом Куайном. Главные роли исполнили Уильям Холден и Одри Хепбёрн. Фильм является ремейком французской комедии «Именины Анриетты».

## Сюжет
Ричард Бенсон — сценарист, получивший новый заказ от голливудского продюсера. Вместо того, чтобы погрузиться в работу, он праздно проводил время, пил и в итоге ничего не написал. До приезда продюсера остается всего пара дней, за которые Ричарду необходимо придумать сюжет будущего фильма и напечатать его в сценарии. Чтобы ускорить процесс, он нанимает стенографистку Габриэлль Симпсон.

По мере продвижения работы сценарист и стенографистка понемногу перевоплощаются в своих героев — Рика и Габи. Наконец, окончательно погрузившись в сюжет, Ричард и Габриель влюбляются друг в друга.

## В ролях
- Одри Хепбёрн — Габриель Симпсон / Габи
- Уильям Холден — Ричард Бенсон / Рик
- Грегуар Аслан — полицейский инспектор Жиле
- Ноэль Ковард — продюсер Александр Майерхайм
- Раймон Бюссьер — гангстер Франсуа
- Тони Кёртис — самовлюбленный друг Габи / второй полицейский
- Марлен Дитрих — камео